# إيريك ساتيه
إيريك ألفريد لايزلي ساتيه (من 17 من مايو 1866م في باريس حتى 1 من يوليو 1925م؛ وكان يوقّع باسمه إيريك ساتيه بعد عام 1884م) هو عازف بيانو ومؤلف موسيقي فرنسي الجنسية. كان ساتيه شخصية نابضة بالحياة ضمن الطليعة الباريسية في أوائل القرن العشرين. ولقد عمل ساتيه كمبشر بالحركات الفنية اللاحقة مثل التبسيطية والموسيقى التكرارية ومسرح العبث.
وكشخص غريب الأطوار، قُدم ساتيه باعتباره «مؤلف الجيمنوبيديه» (gymnopedist) وذلك عام 1887، قبل تأليفه أشهر مقطوعاته وهي Gymnopédies بفترة قصيرة. ولاحقًا، كان يشير إلى نفسه باعتباره «متخصصًا في قياس الصوتيات» حيث كان يفضل هذه التسمية عن تسميته «موسيقيّ» بعد وصفه بـ«الفني الأخرق لكن البارع» في كتاب حول المؤلفين الموسيقيين الفرنسيين المعاصرين والذي صدر في عام 1911.
بالإضافة إلى هذا الكيان الموسيقي، ترك ساتيه أيضًا مجموعة قيمة من الكتابات، فضلاً عن إسهاماته في إثراء الأعمال الموسيقية، تم نشرها في مجلة متبني الحركة الفنية دادا (dadist: 391)، كما أضاف إلى تاريخ الثقافة الأمريكية في مجلة فانيتي فير (Vanity Fair). على الرغم من اعتزازه بعد ذلك بأنه دائمًا ما كانت تُنشر أعماله باسمه، يبدو أنه في أواخر القرن التاسع عشر استعان بأسماء مستعارة مثل Virginie Lebeau وFrançois de Paule في بعض كتاباته المنشورة.

## وصلات خارجية
- إيريك ساتيه على موقع IMDb (الإنجليزية)
- إيريك ساتيه على موقع الموسوعة البريطانية (الإنجليزية)
- إيريك ساتيه على موقع ألو سيني (الفرنسية)
- إيريك ساتيه على موقع ميوزك برينز (الإنجليزية)
- إيريك ساتيه على موقع أول موفي (الإنجليزية)
- إيريك ساتيه على موقع قاعدة بيانات الأفلام السويدية (السويدية)
- إيريك ساتيه على موقع إن إن دي بي (الإنجليزية)
- إيريك ساتيه على موقع أول ميوزيك (الإنجليزية)
- إيريك ساتيه على موقع ديسكوغز (الإنجليزية)
- إيريك ساتيه على موقع قاعدة بيانات الفيلم (الإنجليزية)
- سيرة ذاتية وصور